# Grand Prix Formule 1 van België 1989
De Grand Prix Formule 1 van België 1989 werd gehouden op 27 augustus 1989 op Spa-Francorchamps.

## Uitslag
| Pos. | Nr. | Coureur               | Constructeur          | Rondes | Tijd / Oorzaak uitval | Grid | Punten |
| ---- | --- | --------------------- | --------------------- | ------ | --------------------- | ---- | ------ |
| 1    | 1   | Ayrton Senna          | McLaren-Honda         | 44     | 1:40:54.196           | 1    | 9      |
| 2    | 2   | Alain Prost           | McLaren-Honda         | 44     | + 1.304               | 2    | 6      |
| 3    | 27  | Nigel Mansell         | Ferrari               | 44     | + 1.824               | 6    | 4      |
| 4    | 5   | Thierry Boutsen       | Williams-Renault      | 44     | + 54.408              | 4    | 3      |
| 5    | 19  | Alessandro Nannini    | Benetton-Ford         | 44     | + 1:08.805            | 7    | 2      |
| 6    | 9   | Derek Warwick         | Arrows-Ford           | 44     | + 1:18.316            | 10   | 1      |
| 7    | 15  | Maurício Gugelmin     | March-Judd            | 43     | + 1 Ronde             | 9    |        |
| 8    | 36  | Stefan Johansson      | Onyx-Ford             | 43     | + 1 Ronde             | 15   |        |
| 9    | 23  | Pierluigi Martini     | Minardi-Ford          | 43     | + 1 Ronde             | 14   |        |
| 10   | 20  | Emanuele Pirro        | Benetton-Ford         | 43     | + 1 Ronde             | 13   |        |
| 11   | 22  | Andrea de Cesaris     | Dallara-Ford          | 43     | + 1 Ronde             | 18   |        |
| 12   | 16  | Ivan Capelli          | March-Judd            | 43     | + 1 Ronde             | 19   |        |
| 13   | 26  | Olivier Grouillard    | Ligier-Ford           | 43     | + 1 Ronde             | 26   |        |
| 14   | 3   | Jonathan Palmer       | Tyrrell-Ford          | 42     | + 2 Rondes            | 21   |        |
| 15   | 24  | Luis Perez-Sala       | Minardi-Ford          | 41     | + 3 Rondes            | 25   |        |
| 16   | 30  | Philippe Alliot       | Larrousse-Lamborghini | 39     | Motor                 | 11   |        |
| DNF  | 10  | Eddie Cheever         | Arrows-Ford           | 38     | Wiel                  | 24   |        |
| DNF  | 37  | Bertrand Gachot       | Onyx-Ford             | 21     | Spin                  | 23   |        |
| DNF  | 6   | Riccardo Patrese      | Williams-Renault      | 20     | Botsing               | 5    |        |
| DNF  | 29  | Michele Alboreto      | Larrousse-Lamborghini | 19     | Botsing               | 22   |        |
| DNF  | 21  | Alex Caffi            | Dallara-Ford          | 13     | Spin                  | 12   |        |
| DNF  | 7   | Martin Brundle        | Brabham-Judd          | 12     | Remmen                | 20   |        |
| DNF  | 28  | Gerhard Berger        | Ferrari               | 9      | Spin                  | 3    |        |
| DNF  | 8   | Stefano Modena        | Brabham-Judd          | 9      | Handling              | 8    |        |
| DNF  | 25  | René Arnoux           | Ligier-Ford           | 4      | Botsing               | 17   |        |
| DNF  | 4   | Johnny Herbert        | Tyrrell-Ford          | 3      | Spin                  | 16   |        |
| DNQ  | 12  | Satoru Nakajima       | Lotus-Judd            |        |                       |      |        |
| DNQ  | 11  | Nelson Piquet         | Lotus-Judd            |        |                       |      |        |
| DNQ  | 38  | Christian Danner      | Rial-Ford             |        |                       |      |        |
| DNQ  | 39  | Pierre-Henri Raphanel | Rial-Ford             |        |                       |      |        |
| DNPQ | 17  | Nicola Larini         | Osella-Ford           |        |                       |      |        |
| DNPQ | 18  | Piercarlo Ghinzani    | Osella-Ford           |        |                       |      |        |
| DNPQ | 31  | Roberto Moreno        | Coloni-Ford           |        |                       |      |        |
| DNPQ | 40  | Gabriele Tarquini     | AGS-Ford              |        |                       |      |        |
| DNPQ | 34  | Bernd Schneider       | Zakspeed-Yamaha       |        |                       |      |        |
| DNPQ | 35  | Aguri Suzuki          | Zakspeed-Yamaha       |        |                       |      |        |
| DNPQ | 41  | Yannick Dalmas        | AGS-Ford              |        |                       |      |        |
| DNPQ | 33  | Gregor Foitek         | EuroBrun-Judd         |        |                       |      |        |
| DNPQ | 32  | Enrico Bertaggia      | Coloni-Ford           |        |                       |      |        |

## Statistieken
| Pole-position | Ayrton Senna | McLaren-Honda | 1:50.867 |
| Snelste ronde | Alain Prost  | McLaren-Honda | 2:11.571 |

## Noot
- Dit was het debuut van de Italiaanse coureur Enrico Bertaggia.
- Honderdste Grand Prix-start voor Thierry Boutsen. Hiermee was Boutsen de 32ste coureur die minstens 100 Grands Prix had gereden.

1925 · 1930 · 1931 · 1933 · 1934 · 1935 · 1937 · 1939 · 1947 · 1949 · 1950 · 1951 · 1952 · 1953 · 1954 · 1955 · 1956 · 1958 · 1960 · 1961 · 1962 · 1963 · 1964 · 1965 · 1966 · 1967 · 1968 · 1970 · 1972 · 1973 · 1974 · 1975 · 1976 · 1977 · 1978 · 1979 · 1980 · 1981 · 1982 · 1983 · 1984 · 1985 · 1986 · 1987 · 1988 · 1989 · 1990 · 1991 · 1992 · 1993 · 1994 · 1995 · 1996 · 1997 · 1998 · 1999 · 2000 · 2001 · 2002 · 2004 · 2005 · 2007 · 2008 · 2009 · 2010 · 2011 · 2012 · 2013 · 2014 · 2015 · 2016 · 2017 · 2018 · 2019 · 2020 · 2021 · 2022 · 2023 · 2024 · 2025 · 2026 · 2027 · 2029 · 2031